# 伊斯蘭刑事法學
伊斯蘭刑事法學是伊斯蘭教法的刑法法學。嚴格來說，伊斯蘭教法並沒有一門獨立的刑法，它根據犯罪的性質把罪行分為三個部分：侯杜德（反真主的罪行，古蘭經及聖訓對這類罪行有固定的刑罰）、基沙斯（針對個人或家庭的犯罪，根據古蘭經及聖訓，刑罰是同態復仇）及塔濟爾（古蘭經及聖訓沒有指定刑罰的罪行，刑罰由統治者或卡迪決定）。有人會區分出第四個分類錫亞沙赫（針對政府的罪行），但其他人會把它視為屬於侯杜德或塔濟爾。
伊斯蘭法庭不採用對抗制，對抗制是指由兩位律師（檢察官及辯護律師）代表控辯雙方，由不偏不倚的陪審團或法官審理。所有的訴訟在原則上都是自行處理，由伊斯蘭法官作出判決，特別是刑事案件。

## 侯杜德
侯杜德在字面上解作「限制」，是最嚴重的一類罪行，包括了在古蘭經內指明的罪行，分別有喝酒、偷竊、攔路搶劫、非法性行為、誣告他人非法性行為及叛教。

### 刑罰
喝酒的刑罰並沒有在古蘭經及聖訓裡訂明，而是通過先知同伴的推論而得出。另外，雖然古蘭經沒有指明叛教的刑罰是死刑，但大部分的學者都認為先知有指明刑罰是死刑。其他侯杜德罪行的刑罰都在古蘭經或聖訓裡註明。
對於偷竊的固定刑罰是截去手部，而對於非法性行為則處以石刑或笞刑，誣告他人非法性行為及攔路搶劫處以笞刑。法官的角色是執行這些固定的刑罰，不得減輕或加重刑罰。法官及受害者不得撤回對這類案件的起訴。

## 基沙斯
基沙斯是伊斯蘭教版的「以眼還眼」，謀殺、毆擊等罪行屬於此類。
對此類罪行的刑罰是同等的報復或賠償（迪葉）。基沙斯的刑罰並非基於社會對付犯罪者而作出，而是受害者或受害者的家屬懲處犯罪者，所以即使是謀殺，受害者的家屬也可以原諒罪犯，撤銷對罪犯的刑罰。

### 迪葉
迪葉是指向受害者親屬作出的賠償，在阿拉伯語裡有血金及贖金兩個意思。
雖然古蘭經定下了復仇機制，但它同時指出受害者或受害者家屬應該尋求賠償，而不是報復：
我在《討拉特》中對他們制定以命償命，以眼償眼，以鼻償鼻，以耳償耳，以牙償牙；一切創傷，都要抵償。自願不究的人，得以抵償權自贖其罪愆。凡不依真主所降示的經典而判决的人，都是不義的。
 — 《古蘭經》 5：45

## 塔濟爾
塔濟爾是指在古蘭經裡沒有指定刑罰、不屬於侯杜德及基沙斯的任何罪行。根據伊斯蘭刑事法學裡的塔濟爾，對於被認為破壞公眾秩序及有罪的行為，而無法根據伊斯蘭教法裡的侯杜德及基沙斯給予刑罰，由國家、統治者或法官來量刑。

## 註腳
1. ↑  Arthur & Lovat（2013年），第379页
2. ↑  Tabassum（2011年），第121-139页
3. ↑  Bassiouni（1997年），第269-286页
4. ↑  Vikør（2005年），第282页
5. ↑  Roberson & Das（2008年），第150页
6. ↑  Ebbe（2013年），第221页
7. ↑  Sodiq（2010年），第206页
8. ↑  Sodiq（2010年），第206-207页
9. 1 2  Bouhdiba & Dawālībī（1998年），第314-315页
10. ↑  ul- Qadri（2005年），第25页
11. ↑  Bennett（2004年），第334页
12. ↑  馬堅（1981年），第83页
13. ↑  Pate & Gould（2012年），第47页